# Piz Glims
Der Piz Glims (zu rätoromanisch glim aus lateinisch limen für ‚Schwelle‘) ist ein Berg nördlich von Susch und südlich vom Piz Linard im Kanton Graubünden in der Schweiz mit einer Höhe von 2868 m ü. M. Von der Chamonna Linard ist er ein einfach zu erreichender Berg.

## Lage und Umgebung
Der Piz Glims gehört zur Silvretta. Er liegt vollständig auf dem Gemeindegebiet von Zernez. Der Piz Glims wird im Osten durch Glims und im Westen durch die Val Sagliains eingefasst, beides Seitentäler des Unterengadins. Nordöstlich des Piz Glims verbindet die Fuorcla da Glims den Berg mit dem Südsüdostgrat des Piz Linard. Östlich des Piz Glims liegt der Bergsee Lai Glims (2564 m).
Südlich des Gipfels steht die Chamonna Linard (2327 m), ein häufiger Ausgangspunkt für die Besteigung des Piz Glims.
Zu den Nachbargipfeln gehören der Piz Linard (3410 m) im Norden, der Linard Pitschen (2976 m) im Osten, der Piz Murtera (3043 m) und der Piz Fless (3019 m) im Osten sowie die Plattenhörner und der Piz Zadrell (3103 m) im Norden.
Der am weitesten entfernte sichtbare Punkt (47° 9′ 24,5″ N, 9° 4′ 32,7″ O) vom Piz Glims liegt 85,8 km in nordwestlicher Richtung, auf dem Südwestgrat des Federispitzes (1865 m), des Hausbergs der Gemeinde Schänis im schweizerischen Kanton St. Gallen.
Talorte sind Lavin und Susch, häufiger Ausgangspunkt ist die Chamonna Linard.

## Routen zum Gipfel
Man ersteigt den Piz Glims leicht in ⅛ Stunden von der Fuorcla da Glims oder über den langen Südgrat. Schöner, lohnender Nachmittagsausflug von der Chamonna Linard (2327 m) in 1¼ – 1½ Stunden (Schwierigkeit T4). Bis zur Fuorcla da Glims ist der Weg als Wanderweg weiss-rot-weiss markiert.

## Galerie

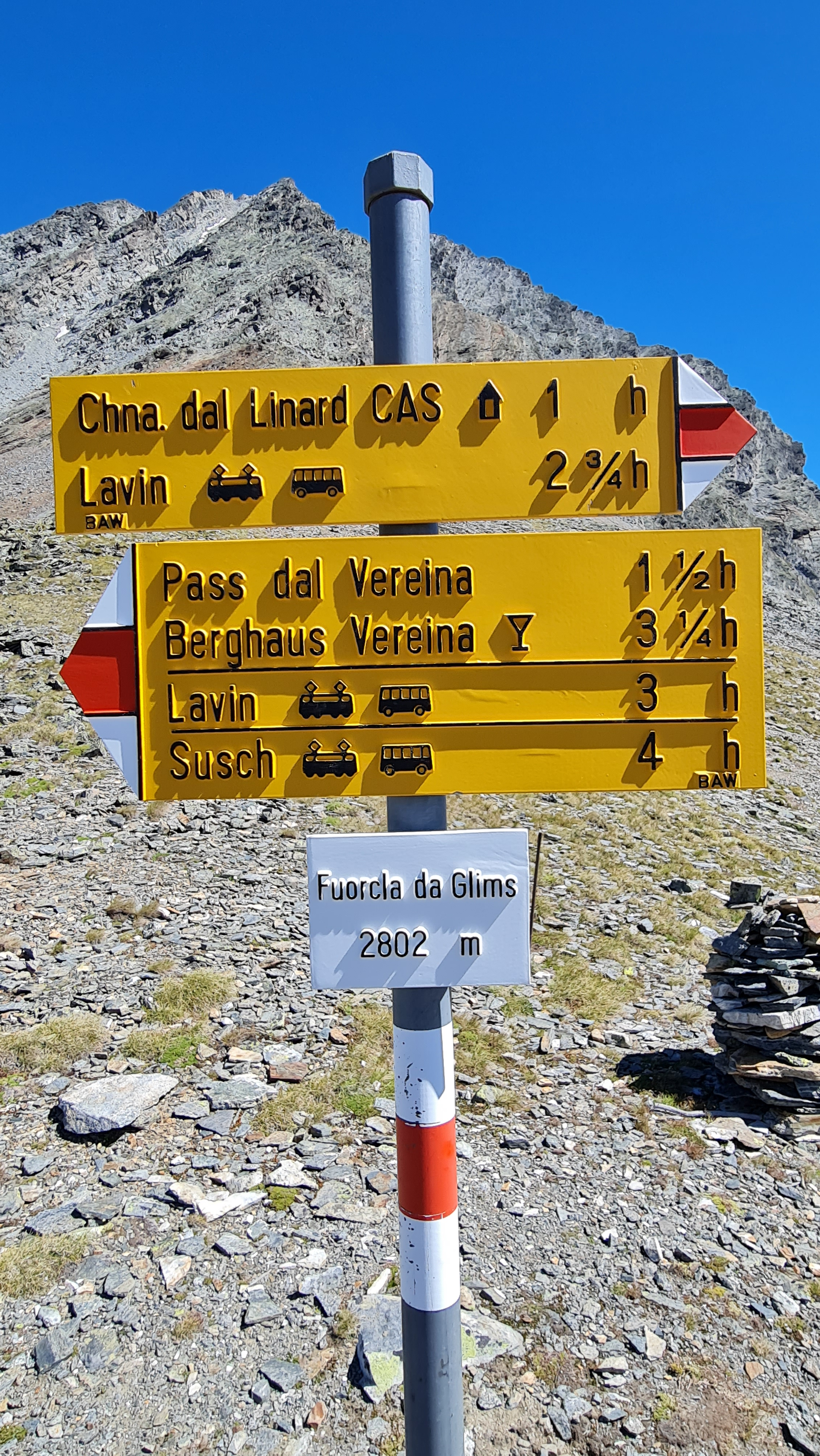
Wegweiser auf der Fuorcla da Glims
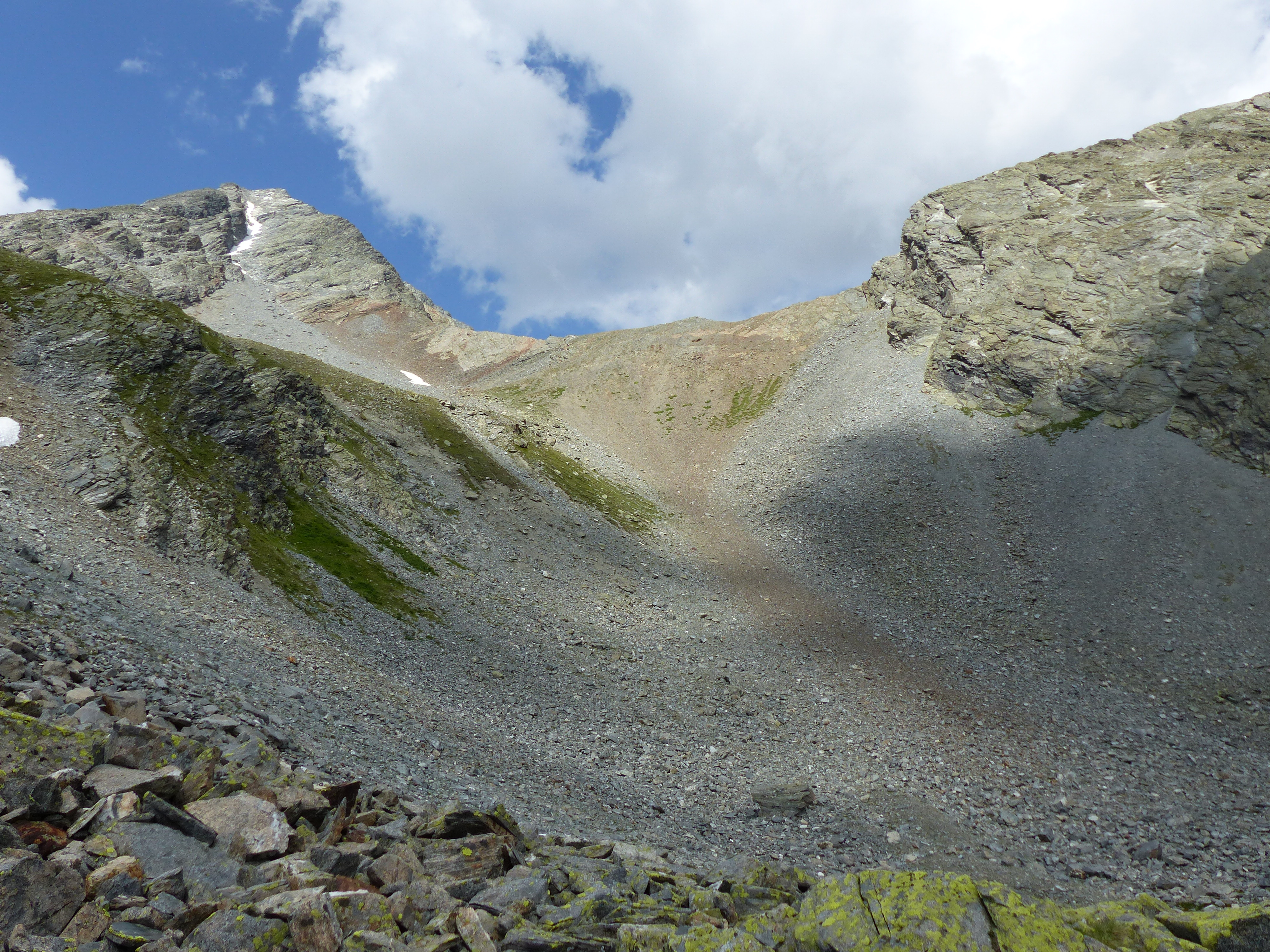
Fuorcla da Glims von Westen, rechts geht es zum Piz Glims
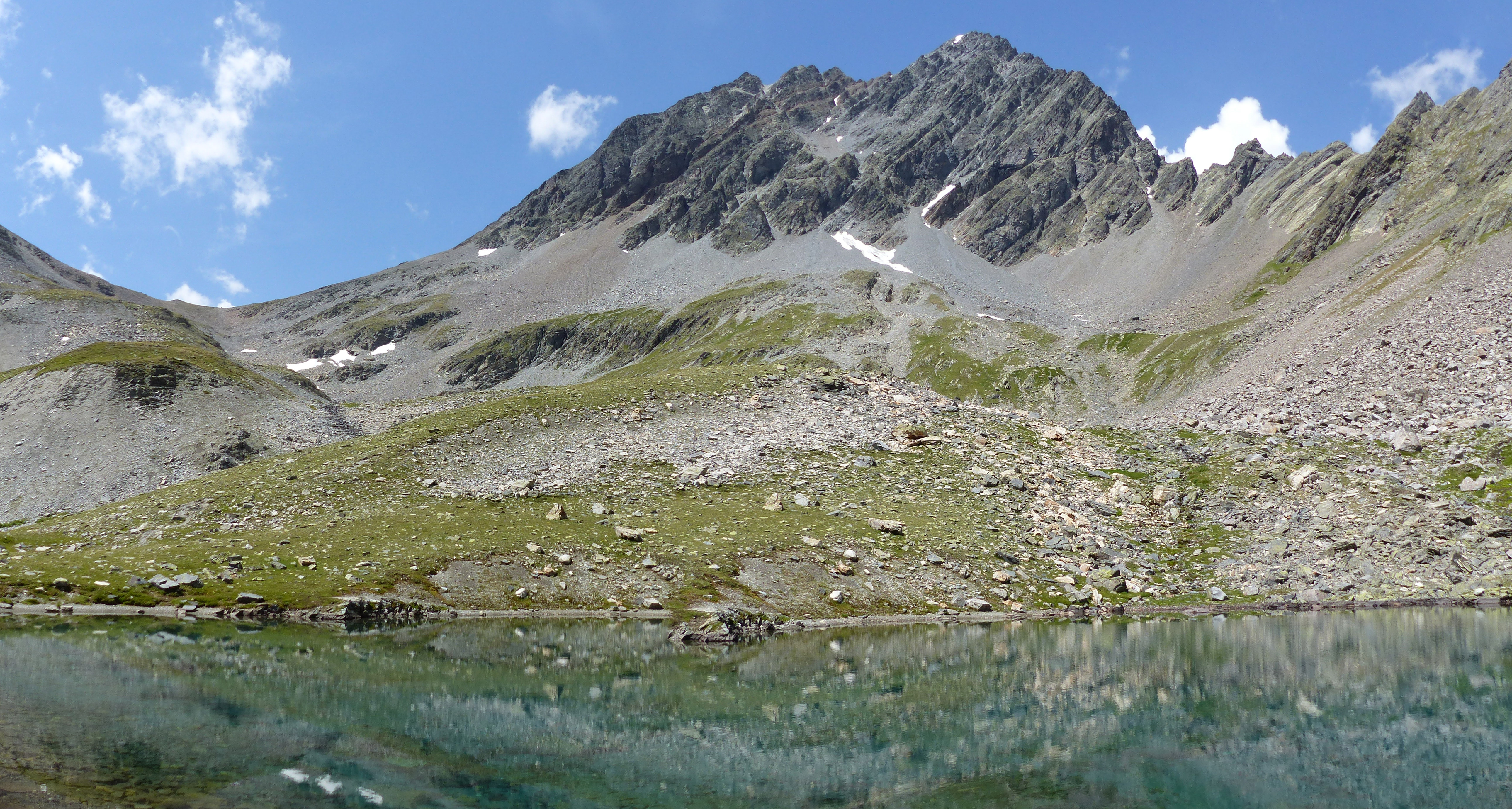
Sicht vom Lai Glims zum Piz Linard, links davon die Fuorcla da Glims. Noch weiter links setzt der Nordostgrat des Piz Glims an.
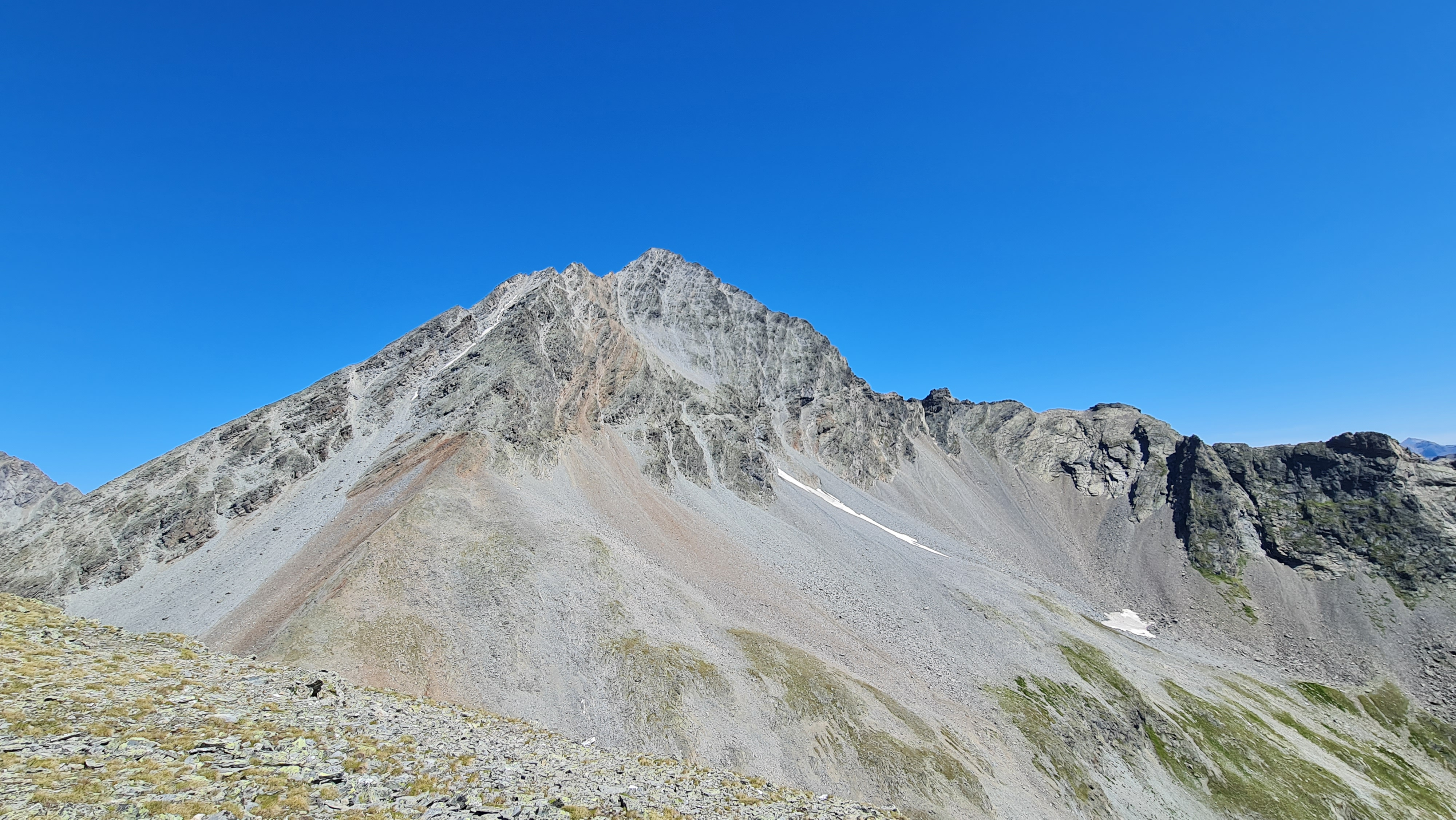
Sicht vom Piz Glims zum Piz Linard und Linard Pitschen (rechts)